# 單廷珪
單廷珪，是《水滸傳》人物，凌州人氏，善於決水浸兵之術，人稱「聖水將軍」。
单廷珪本为凌州团练使，生得眉目修长，虬髯如戟。一身黑色装束打扮（五行中，黑色为水，而赤色为火），黑色盔甲，黑柄枪，黑色的马匹坐骑，装束顔色与魏定国是对立。梁山打破大名府後，蔡京舉薦單廷珪和魏定國二人攻打梁山。水火二將首戰就把宣贊、郝思文二人捉拿。關勝見折了兩將，便用拖刀計活捉單廷珪於馬下，單廷珪便投降梁山。單廷珪與關勝把魏定國圍於凌州，單廷珪勸降魏定國不果，提議關勝親自去招降魏定國了。
後隨盧俊義攻打方腊的歙州，見城上並無旌旗，也不見一兵一卒，便與魏定國爭功。二將不知是詐，連人帶馬掉落了陷阱，被伏兵殺死。死后被追封义节郎。

## 藝術形象

### 影视形象
- 电视剧《水浒传》（2011年）：由朱杰飾演單廷珪。